# Napaeus subgracilior
Napaeus subgracilior is een slakkensoort uit de familie van de Enidae. De wetenschappelijke naam van de soort is voor het eerst geldig gepubliceerd in 1878 door Wollaston.